# 심해의 영혼들
《심해의 영혼들》(Ghosts Of The Abyss)는 2003년에 개봉 영화이다.

## 출연

### 주연
- 루이스 아버너디
- 제임스 카메론
- 돈 린치
- 빈스 페이스
- 빌 팩스톤
- 타바 스밀리

## 기타
- 라인프로듀서: 앤드류 라이트
- 미술: 마틴 레잉